# Scholengemeenschap De Grundel
De Grundel is een middelbare school in Hengelo, met vier vestigingen. De school ontstond op 1 augustus 1994 uit een fusie tussen vier Hengelose scholen: 't Tichelwerk, de Fatima-mavo, de Dr. Schaepman-mavo en Lyceum De Grundel. De nieuwe naam werd scholengemeenschap De Grundel. Op 1 augustus 2000 volgde er een nieuwe fusie. Nu kwam de nevenvestiging van het Ichthus College te Hengelo er bij. Hierbij ging een katholieke school samen met een protestants-christelijke school. Sinds 1 augustus 2002 hoort OPDC De Arcade ook bij de Grundel. Dit is een orthopedagogisch centrum.
De interconfessionele scholengemeenschap biedt onderwijs in gymnasium, atheneum, havo, vmbo en lwoo. Dit alles valt onder het bestuur van Stichting Carmelcollege. Op de hoofdvestiging van De Grundel (Lyceum De Grundel) wordt havo, atheneum en gymnasium gegeven. Deze locatie ligt aan de Grundellaan, waar het Grundel-gebouw van Karmel Zenderen staat. Het Lyceum De Grundel van vóór de fusie is door deze paters en broeders karmelieten opgericht. Op de andere twee vestigingen (Citycollege De Grundel en Parkcollege de Grundel) wordt vmbo gegeven.
Sinds schooljaar 2002-2003 wordt een schoolkrant uitgegeven, genaamd de Heet. Deze naam stamt af van het informatie- en discussieblad Heet van de naald dat sinds het eind van de jaren zestig op de school wordt uitgegeven. Het verscheen toen naast de officiële schoolkrant, de Comeet.
Na de reorganisatie van scholengroep Carmel Hengelo (onderdeel van Stichting Carmelcollege) zijn de vestigingen van de Grundel opgegaan in andere namen van de scholengroep: het Avila College (voormalig Grundel Parkcollege), VMBO de Spindel (voormalig Grundel Citycollege) en de Arcade gaat voortaan verder als zelfstandige naam. Alleen het gebouw aan de Grundellaan heet nu nog 'Lyceum de Grundel'.